# Functional Ecology
Functional Ecology (Funct Ecol) ist eine begutachtete, internationale Fachzeitschrift für Ökologie.
Sie wird von der British Ecological Society herausgegeben. Die Zeitschrift versucht vor allem das mechanistische Verständnis von ökologischen Mustern zu stärken. Der Impact Factor beträgt 5,6 befindet sich auf Platz 25 unter 706 Fachzeitschriften der Ökologie ein.